# Anisozyga bicolor
Anisozyga bicolor är en fjärilsart som beskrevs av Rothschild 1915. Anisozyga bicolor ingår i släktet Anisozyga och familjen mätare. Inga underarter finns listade i Catalogue of Life.